# Avgust. Vosmogo
Avgust. Vosmogo (russisk: Август. Восьмого, da.: 8. august) er en russisk krigsfilm fra 2012 instrueret af Dzhanik Fayziev, der også var medforfatter på filmens manuskript og var co-producerer på filmen sammen med Fjodor Bondartjuk og Ilja Batjurin.
Filmen handler om en enlig mor, der under Krigen i Georgien i 2008 tager til Sydossetien for at genforenes med sin lille søn, som hun har sendt til området inden krigen. Historien fortælles fra to forskellige synsvinkler; den ene er morens, der ser krigen og dens konsekvenser, og den anden er sønnens, der opfatter krigen som en science fiction-historie, hvor robotter kæmper mod hinanden. 
Filmen blev de fleste steder uden for Rusland opfattet som en propagandafilm, og blev skarpt kritiseret for at fremstille georgierne som agressorer, på trods af, at Rusland havde invaderet Georgien.

## Medvirkende
- Svetlana Ivanova som Ksenija
- Maksim Matvejev som Ljokha
- Konstantin Samoukov som Grisjka
- Jegor Berojev som Zaur
- Aleksandr Olesjko som Jegor